# Relaciones Islas Marshall-México
Las naciones de las Islas Marshall y México establecieron relaciones diplomáticas en 1993. Ambas naciones son miembros de las Naciones Unidas.

## Historia
Las Islas Marshall y México establecieron relaciones diplomáticas el 28 de enero de 1993. Los vínculos se han desarrollado principalmente en el marco de foros multilaterales. 
En marzo de 2002, el presidente de las Islas Marshall, Kessai H. Note, visitó Monterrey, México, para asistir a la Conferencia Internacional sobre la Financiación para el Desarrollo junto con su homólogo mexicano, Vicente Fox.
En noviembre de 2010, el gobierno de las Islas Marshall envió una delegación de doce miembros para asistir a la Conferencia de las Naciones Unidas sobre el Cambio Climático de 2010 en Cancún, México.
En 2025, ambas naciones celebraron 32 años de relaciones diplomáticas.

## Misiones diplomáticas
- Islas Marshall no tiene una acreditación para México.
- México está acreditado ante las Islas Marshall a través de su embajada en Manila, Filipinas.[5]